# Ludwig Frahm

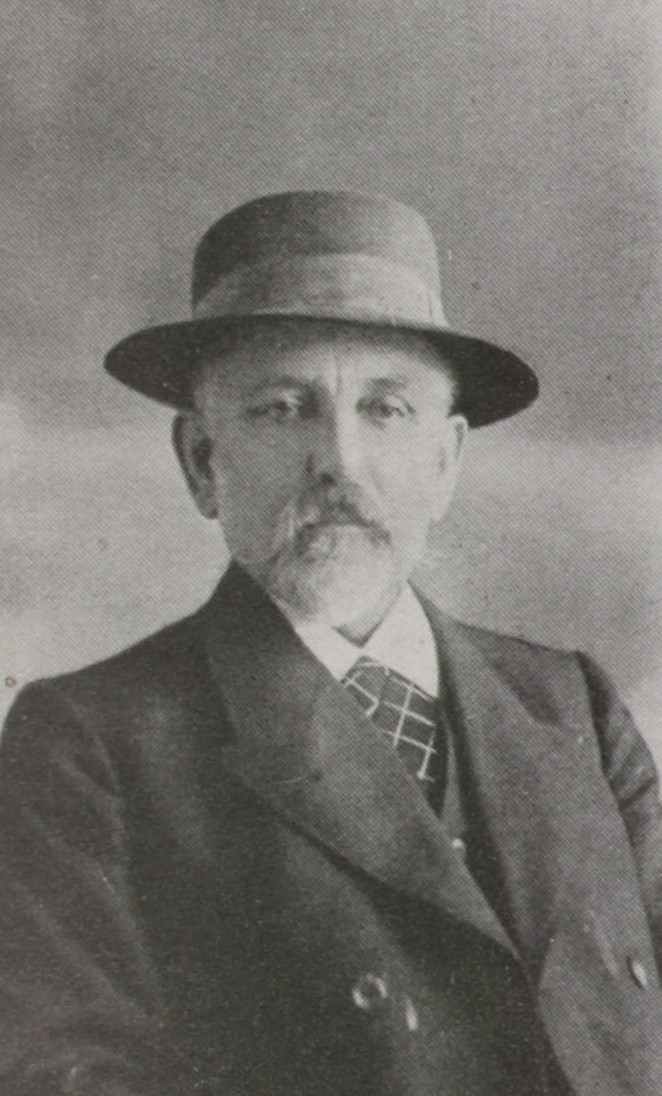
Ludwig Frahm, um 1916

Heinrich Friedrich Ludwig Frahm (* 25. Juli 1856 in Timmerhorn (Kreis Stormarn); † 1. Juni 1936 in Poppenbüttel) war ein deutscher Lehrer und niederdeutscher Autor. 

## Leben

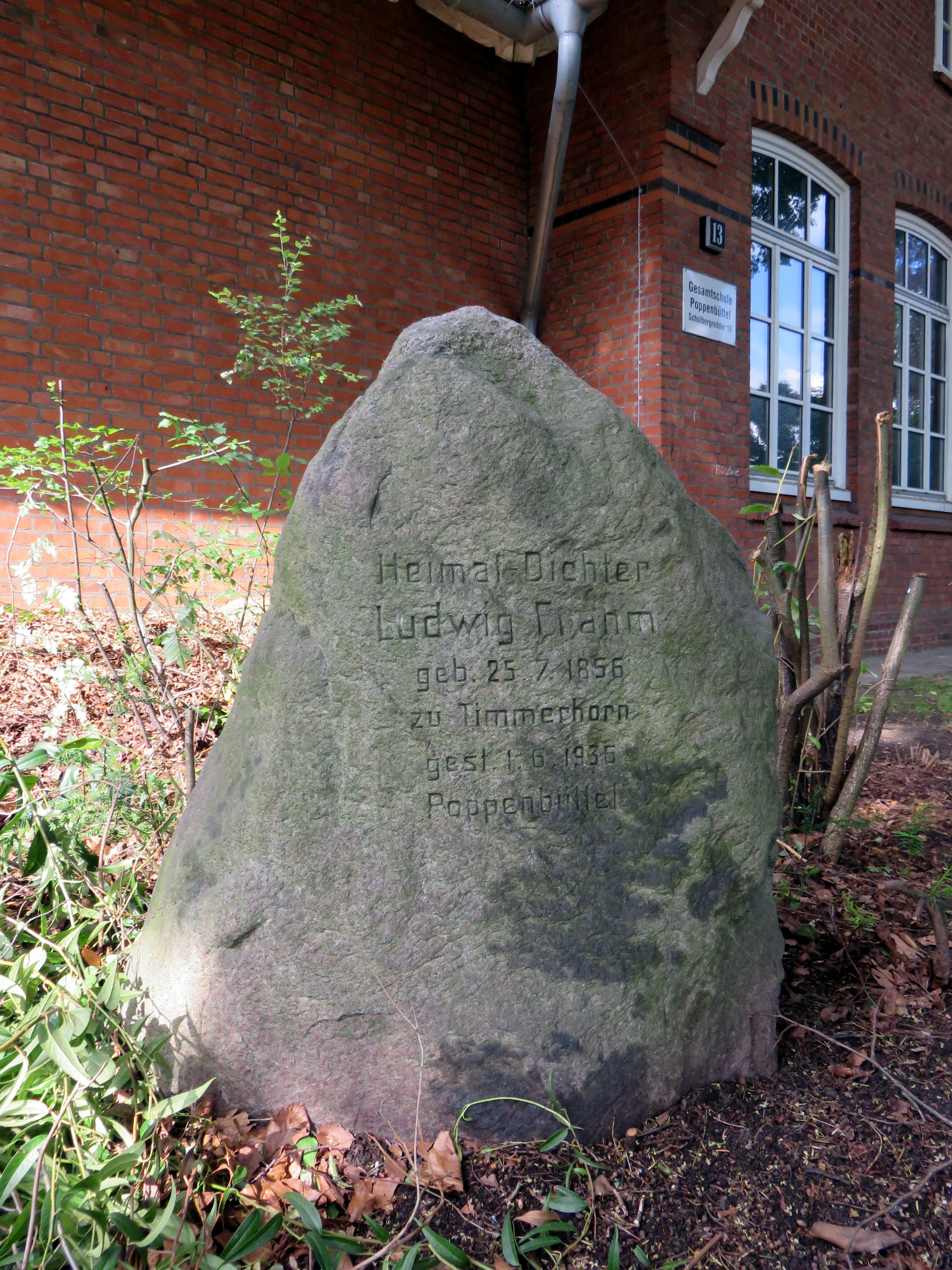
Denkmal Eingang Schulgebäude Schulbergredder 13 Hamburg-Poppenbüttel

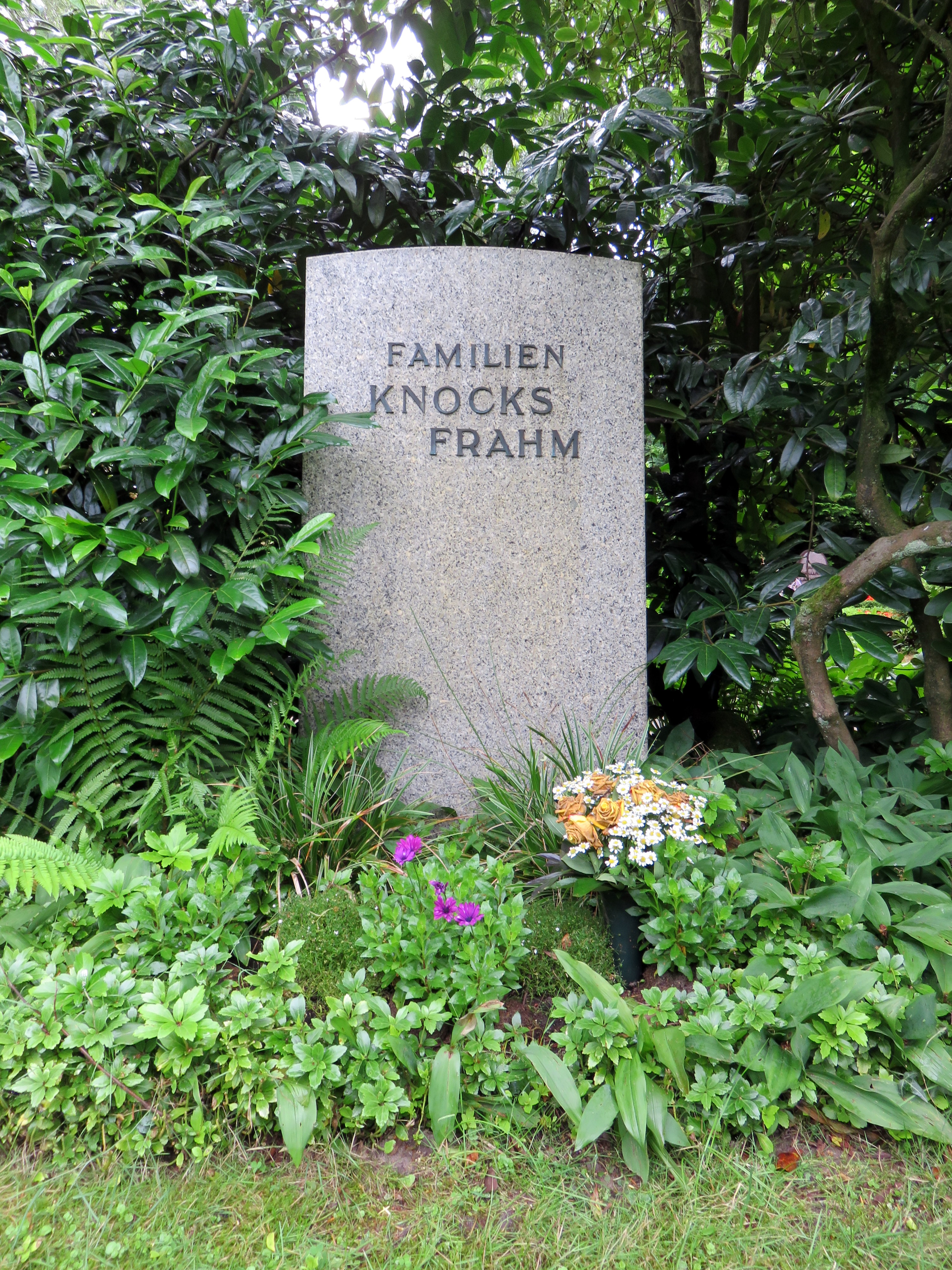
Grab auch für Ludwig Frahm

Ludwig Frahm wurde einziges Kind eines Landwirts geboren. Bis 1872 besuchte er die Schule und wurde 1873 Unterlehrer in Jersbek. Danach studiert er von 1876 bis 1878 am Lehrerseminar, der heutigen Ludwig-Meyn-Schule in Uetersen. Danach war Frahm als Lehrer in Tremsbüttel, 1881 in Duvenstedt und 1882 in Rethwischfeld bei Bad Oldesloe tätig. Danach war er von 1890 bis 1920 Hauptlehrer und Rektor in Poppenbüttel,.
Ludwig Frahm sammelte Erzählungen, Gedichte und Sagen seiner Heimat und schrieb überwiegend niederdeutsche Gedichte und Humoresken. Im Februar 1900 gründete er den noch heute existierenden Alster-Verein.
Ludwig Frahms Ehefrau war eine geborene Thormählen und stammte wie der bekannte Tagebuchautor und Walfänger Jacob Thormählen aus der gleichen, in Uetersen ansässigen Familie.
Das Grab Ludwig Frahms befindet sich auf dem Hamburger Friedhof Bergstedt.

## Ehrungen
In Hamburg-Poppenbüttel wurde 1934 die heutige Stadtteilschule Poppenbüttel und in Großhansdorf eine Straße nach ihm benannt. Vor dem Schulgebäude Schulbergredder 13 in Hamburg-Poppenbüttel befindet sich zu Ehren Ludwig Frahms ein Gedenkstein. 1951 wurde der in den Stadtteilen Poppenbüttel und Sasel verlaufende Frahmredder nach ihm benannt.

## Werke (Auswahl)
- Lebensbilder der Heldengeister und Altmeister der verdienstvollsten hervorragendsten Männer Schleswig-Holsteins (Poppenbüttel 1892)
- Holsteener Snack (Poppenbüttel ca. 1900)
- As noch de Trankrüsel brenn' – Spaßige Geschichten  (Hamburg 1910)
- Eeken un Iloh – En plattdütsch Heimatbook (Poppenbüttel 1912)
- Leewer dod, as Slav! – Plattdütsche Kriegsgedichte (Hamburg 1914)
- Röhrt de Hann' un snied't de Bann'! – Plattdütsche Kriegsgedichte II (Hamburg 1915)
- As noch de Trankrüsel brenn'  (Hamburg 1916 und 1918)
- Wenn de Scharrnbulln brummt (Hamburg 1916 und 1918)
- Minschen bi Hamborg rüm  (Hamburg 1919)
- Plattdütsche Leeder  As Handschrift drückt (Poppenbüttel 1920)
- Von Morgen bet Abend – Plattdütsche Gedichte (Hamburg 1921)
- Hus un Hoff – Plattdütsche Gedichte (Treidelberg bei Poppenbüttel 1924)
- Kumm rin – kiek rut – Dat sünd Spaßgeschichten  (Hamburg  1927 und 1929)
- Wie wir den ersten Bohlenweg auf dem Wittmoor fanden im Jahrbuch des Alster-Vereins: „30 Jahre Alster-Verein“, Nr. 18, Verlag Christiansen, Hamburg-Wandsbek, 1930, Seiten 26–29 (PDF-Download über SUB Hamburg)